# Birksmühle

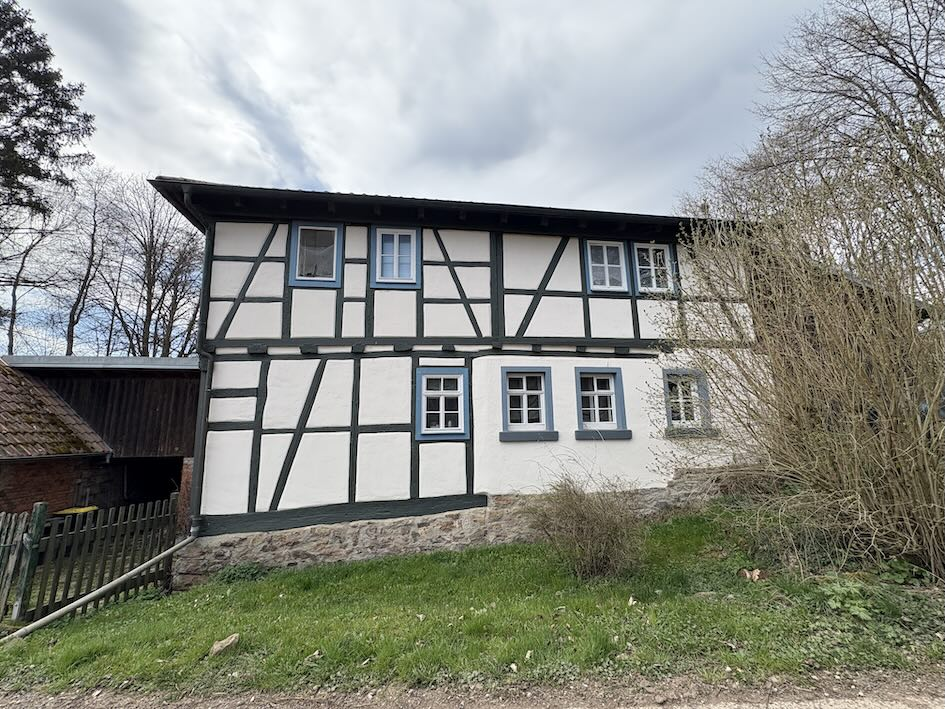
Birksmühle bei Willmars

Die Birksmühle oder Lohmühle ist eine ehemalige Wassermühle der Gemeinde Willmars (Landkreis Rhön-Grabfeld). Sie liegt an der Sulz, einem Zufluss der Streu.

## Geschichte
Die Birksmühle wurde 1596 als Lohmühle errichtet. Sie war ein Lehen Caspars v. d. Thann. Dort  wurden zu enthaarende oder zu gerbende Häute in rotierenden Fässern behandelt. 1625 war der Lohmüller Hans Schreiber, 1650 Peter Schreiber zu zwei Dritteln und Andreas Krieg zu einem Drittel. 1721 wurde Baron Schenck zu Schweinsberg Besitzer, nach seinem Tod wurde wieder die Familie von Tann Eigentümer. 1857/1861 erwarb der Müller Johann Schmidt die Mühle. Der Landwirt Ernst Kuhles betrieb die Mühle im Nebenerwerb neben der Landwirtschaft. Im Jahre 2000 wurde die Familie Sturm Käufer der Mühle und renovierte diese.